# Pangina Heals
Pangina Heals, nombre artístico de Pan Pan Narkprasert (en tailandés: ปันปัน นาคประเสริฐ; Bangkok, 22 de julio de 1988), es una drag queen tailandesa y jueza en Drag Race Tailandia, que luego compitió en RuPaul's Drag Race: UK Versus the World (2022). Ha sido descrita como una de las artistas drag más populares de Asia y, a menudo, se la llama la RuPaul de Tailandia. También es la fundadora de la familia drag de Bangkok, House of Heals.

## Biografía
Narkprasert nació de padre tailandés y madre taiwanesa en Bangkok. Fue alumno de la Escuela Internacional Shrewsbury y de la Escuela Internacional Harrow de Bangkok. Fue acosado por sus compañeros y luchó contra la depresión y la bulimia. Más tarde vivió en Los Ángeles durante cuatro años, donde estudió bellas artes en la Universidad de California. Después de graduarse, Narkprasert volvió a pasar un año explorando la escena artística de Bangkok. Participó en su primera competencia, un concurso de imitadoras de Lady Gaga, en 2010 y ganó un viaje a Nueva York para verla actuar en un concierto.  Eventualmente, con la ayuda de la estrella drag local Sira Soda, aprendió a vestirse y maquillarse.

### Carrera profesional
Anfitriona muy conocido en el circuito drag de Tailandia, Pangina Heals organiza una noche LGBTQI+ semanal en Bangkok en el bar de cabaret de lujo Maggie Choo's.
Pangina Heals hizo su debut actoral después de unirse al elenco principal de la obra The Lisbon Traviata, escrita por el dramaturgo estadounidense Terrence McNally y producida por el grupo de teatro multicultural de habla inglesa Culture Collective Studio, donde interpretó a Mendy.
Heals fue la modelo de apertura en el desfile de modas del vigésimo aniversario de Tube Gallery. Fue parte de la alineación de Drag Exp de Melbourne en 2020. En junio del 2021, presentó Queer Got Talent, una competencia de talentos en línea.
Pangina Heals es la creadora y propietaria de House of Heals, un bar de drag.

### Televisión
Pangina Heals participó en la versión tailandesa de Lip Sync Battle y ganó la competencia con una interpretación de Telephone de Lady Gaga. Compitió y ganó T Battle, un programa de telerrealidad tailandés en el que 13 concursantes compitieron en desafíos de canto, baile e imitación. También compitió en Thailand Dance Now. En 2018, se anunció que sería coanfitriona de Drag Race Thailand, un spin-off tailandés de RuPaul's Drag Race, producido por Kantana Group.
En enero de 2022, fue anunciada como una de las nueve concursantes de RuPaul's Drag Race: UK Versus the World, convirtiéndola en la primera concursante en haber juzgado una iteración del programa antes de ingresar a la competencia. En el episodio de estreno, Pangina Heals ganó el episodio después de vencer a Jimbo en una sincronización de labios con " Say You'll Be There " de The Spice Girls, y eligió eliminar a Lemon de la competencia. En el episodio 3, Pangina ganó por segunda vez después de vencer a la concursante holandesa Janey Jacké en una interpretación de sincronización de labios de " We Like to Party! (The Vengabus) " de los Vengaboys y eliminó a Jimbo. Heals fue eliminada en el siguiente episodio, Snatch Game, de Blu Hydrangea, después de dar una actuación mal recibida como Mariah Carey en Snatch Game.

### Vida personal
Pangina Heals tiene una hija drag, Felicia Heals, que apareció en el casting especial de la segunda temporada de Drag Race Tailandia, convirtiéndose en la primera reina femenina cisgénero en aparecer en la franquicia.